# 米德蘭城 (亞利桑那州)
米德蘭城（英語：Midland City）是位於美國亞利桑那州希拉縣的一個非建制地區。該地的面積和人口皆未知。

## 地理
米德蘭城的座標為33°24′43″N 110°49′27″W / 33.41194°N 110.82417°W，而該地的平均海拔高度為1022米（即3353英尺）。